# 5,56 × 45 mm NATO

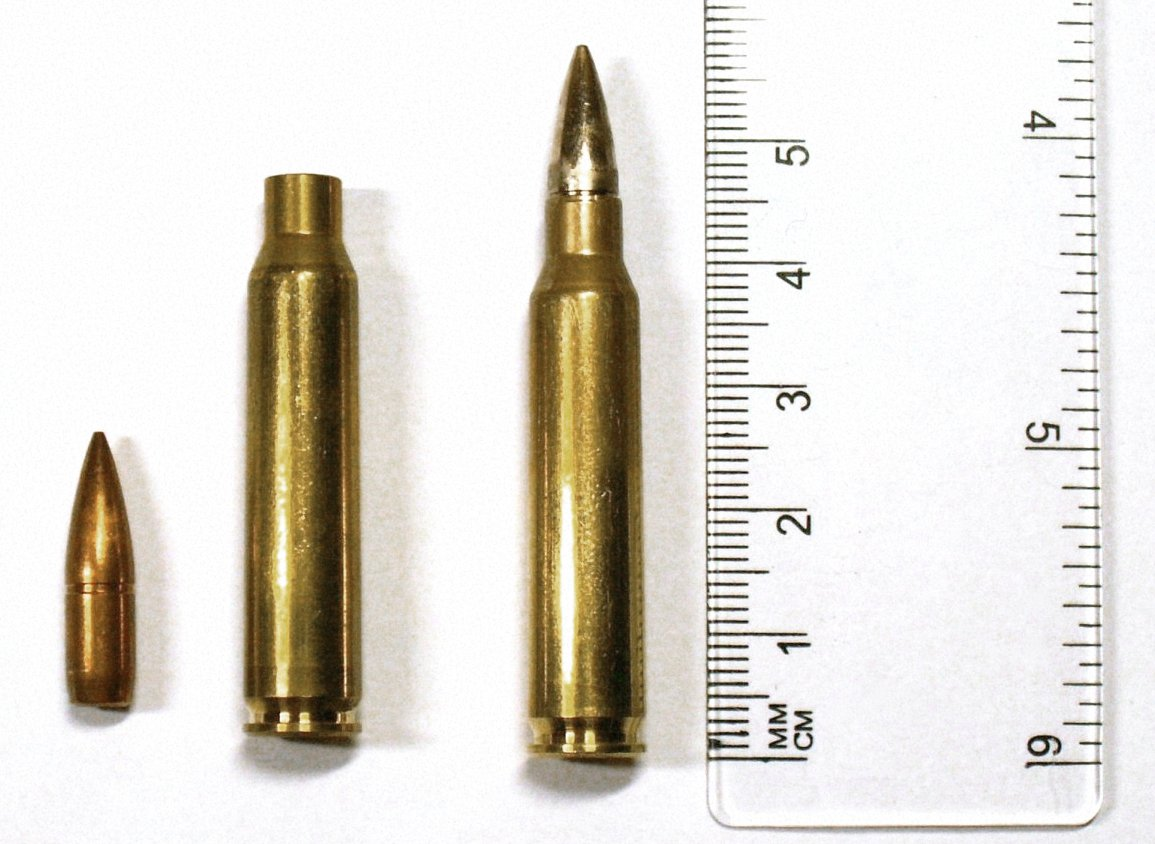
Měřítko, zleva: projektil, nábojnice, kompletní náboj

5,56 × 45 mm NATO je standardní puškový náboj s bezokrajovou nábojnicí lahvovitého tvaru a středního balistického výkonu používaný silami NATO. Vyvinut byl koncem 70. let v Belgii firmou FN Herstal. Skládá se z patron s označením SS109, SS110 a SS111. Dne 28. října 1980 byl v rámci STANAG 4172 standardizován jako druhý standardní náboj pro služební pušky sil NATO i mnoho zemí, které členy NATO nejsou. Ačkoli nejsou úplně identické, byla řada nábojů 5,56 × 45 mm NATO odvozena od náboje .223 Remington, navrženého společností Remington Arms na počátku 60. let, kterému je rozměrově podobná. 

## Historie

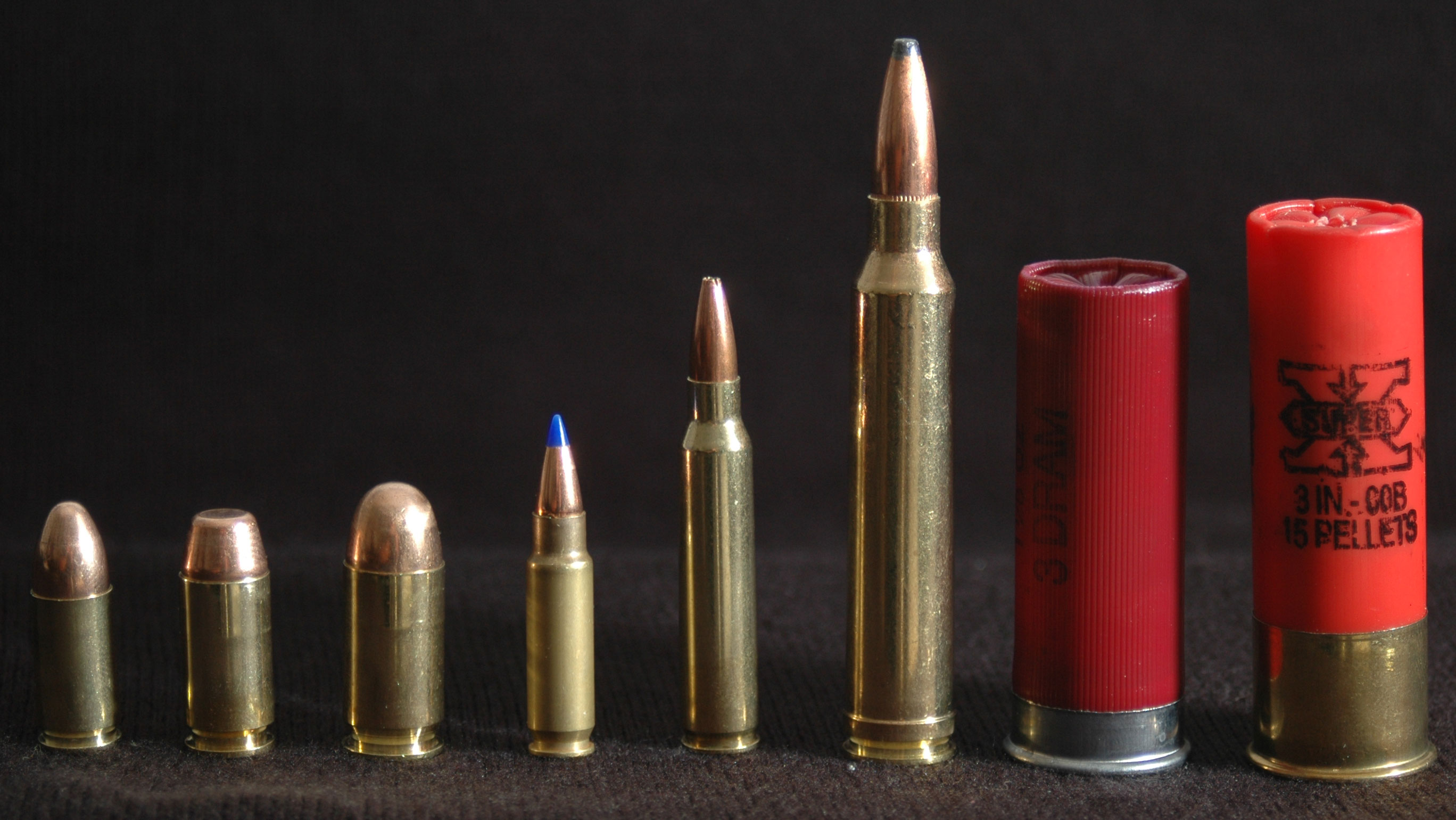
zleva doprava: 9 mm Luger, .40 S&W, .45 ACP, 5,7 x 28 mm, 5,56 × 45 mm, .300 Winchester Magnum, a dva náboje do brokovnice.

Předchozím standardním nábojem NATO (dnes ale stále existuje) byl 7,62 × 51 mm NATO (ten byl odvozen od .300 Savage a měl nahradit náboj americké armády .30-06 Springfield). 7,62 × 51 mm NATO byl kritizován pro svůj příliš velký výkon pro moderní útočné pušky, v kombinaci s těmito zbraněmi totiž působil obrovský zpětný ráz. Proti menším nábojům také hmotnost tohoto náboje znamenala menší počet kusů, které unese jeden voják.
Na konci 50. let 20. st. firma Armalite a jiní američtí výrobci zbraní začali experimentovat se svými vlastními zbraněmi pro náboj malé ráže, ale vysoké úsťové rychlosti. Většinou používali náboj .222 Remington. Časem začalo být jasné, že do tohoto náboje není možné dát dostatečné množství střelného prachu, aby splnil normu amerického velitelství pozemních sil na míru penetrace střely. Armalite se spojil s firmou Remington, aby vyrobila podobný náboj, ale s delším tělem a kratším krčkem. Tak vznikl náboj .222 Remington Special. Ve stejnou dobu si zbrojovka Springfield Armory nechala u Remingtonu vyrobit ještě delší náboj, nazvaný .224 Springfield, který byl později uvolněn na trh jako lovecký náboj .222 Remington Magnum. Aby se nepletly všechny ty náboje označené jako .222, .222 Remington Special byl přejmenován na .223 Remington. Vzhledem k tomu, že americká armáda začala používat zbraně Armalite AR-15 a pušku M-16 v roce 1963, .223 Remington byl standardizován jako 5,56 × 45 mm. .223 Remington byl uvolněn na trh až v roce 1964.
V průběhu 70. let 20. st. členové NATO podepsali dohodu, ve které se zavázali vybrat druhý, menší a lehčí náboj, který měl nahradit 7,62 x 51 mm NATO. 5,56 mm byl úspěšný, ale ne s laborací, kterou dosud používala americká armáda. Místo toho byla vybrána laborace belgické zbrojovky FN. Ta používala těžší střelu a nižší úsťovou rychlost pro zvýšení výkonu zejména na delší vzdálenosti, aby splnila požadavek na prostřelení jedné strany ocelové helmy na vzdálenost 600 m.

## Výkon

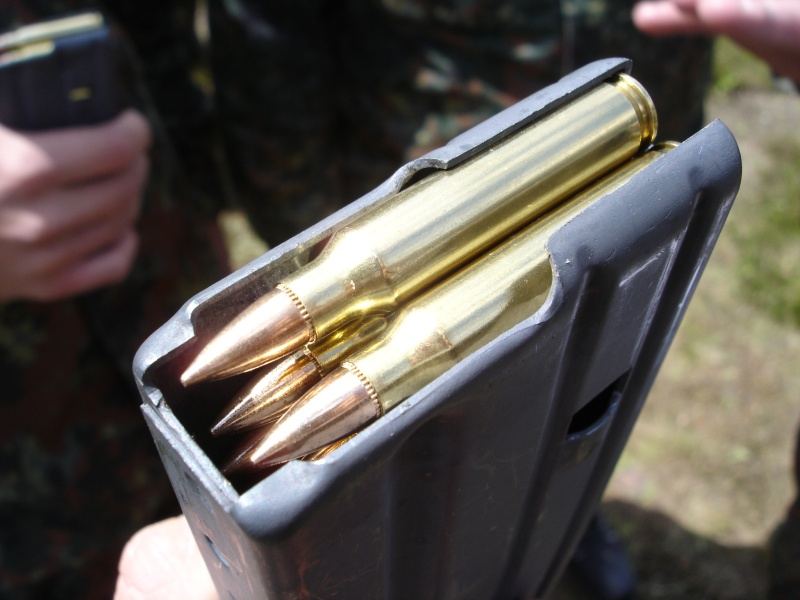
5,56 x 45 mm NATO v zásobníku

Náboj se standardní střelou (NATO: SS109; U.S.: M855) prostřelí přibližně 380 mm až 500 mm měkkých tkání za ideálních podmínek.
Se střelou typu U.S.: M855 prostřelí až 3 mm oceli. S průbojnou střelou (Armor-Piercing, viz projektil) prostřelí až 6 mm oceli.
Někteří kritizují jeho nízkou schopnost zabití jedním výstřelem. To je ale kompenzováno nižší hmotností (a tím větším počtem střel) a menším zpětným rázem – což byly důvody, proč byl tento náboj zkonstruován (viz výše).

## Rozdíl oproti .223 Remington
Hlavním rozdílem oproti ráži .223 Remington je, že 5,56 x 45 mm NATO je laborován na vyšší výstřelový tlak a vyšší úsťovou rychlost. S nábojem .223 Remington se může střílet i ze zbraně komorované na 5,56 x 45 mm NATO, ale opačné použití by mohlo být nebezpečné.

## Srovnání náboje 5,56 × 45mm NATO s nábojem7,62 × 51 mm NATO

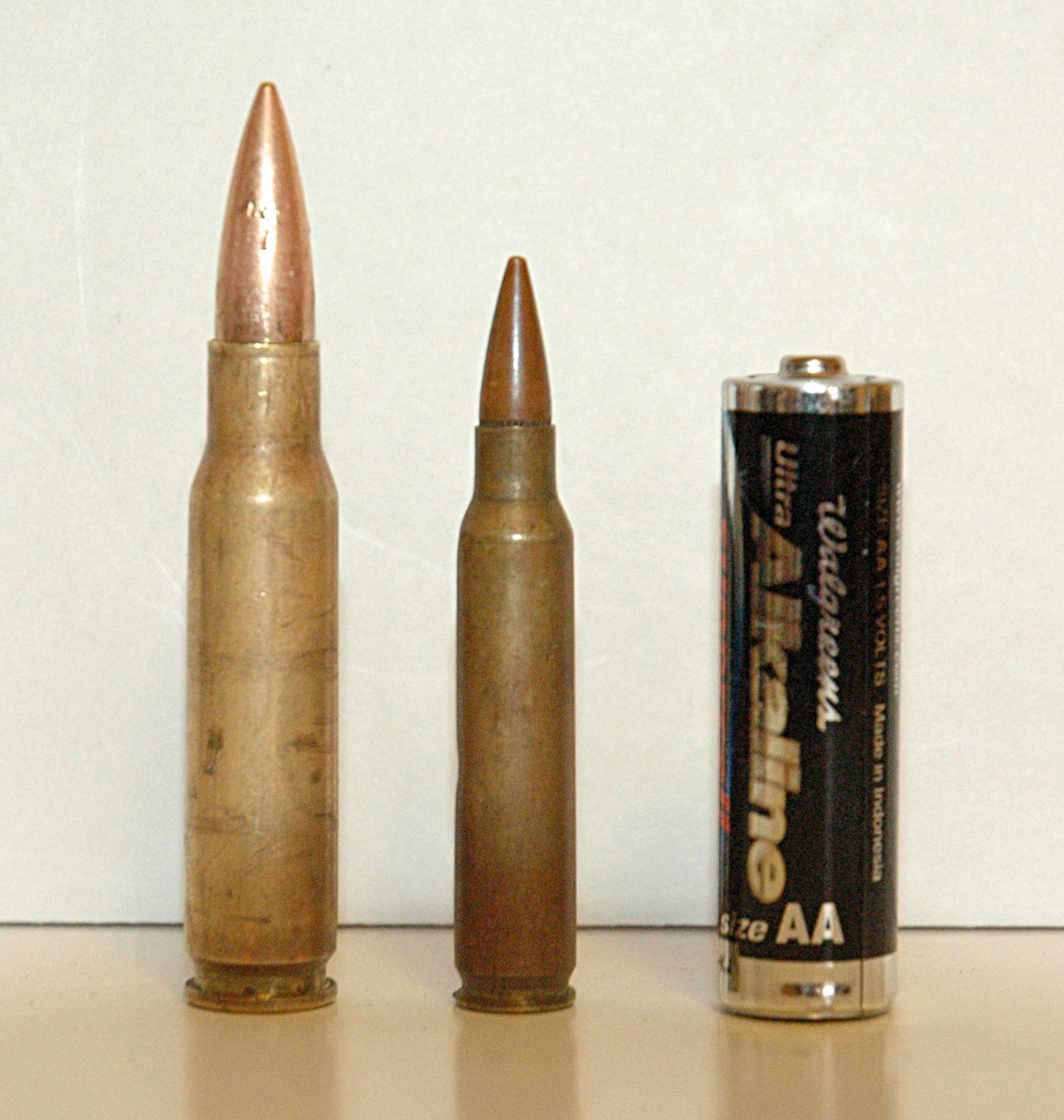
Náboje 7,62 × 51 mm NATO a 5,56 × 45mm NATO v porovnání s baterií AA.

| Střela       | velikost nábojnice | Hmotnost střely | Rychlost                       | Energie       |
| ------------ | ------------------ | --------------- | ------------------------------ | ------------- |
| 5,56 mm NATO | 5,56 × 45 mm       | 3,95–5,18 g     | 772–930 m/s (2 526–3 051 ft/s) | 1 700–1 830 J |
| 7,62 mm NATO | 7,62 × 51 mm       | 9,33 g          | 838 m/s (2 749 ft/s)           | 3 275 J       |

## Varianty tohoto náboje používané americkou armádou
- Cartridge, Ball, L2A1 (Velká Británie): 5.56x45 mm
- Cartridge, Tracer, L1A1 (Velká Británie): 5.56x45 mm
- Cartridge, Caliber 5.56 mm, Ball, M193 (Spojené státy americké): 5.56x45 mm náboj se střelou o hmotnosti 55 grainů.
- Cartridge, Caliber 5.56 mm, Grenade, M195 (Spojené státy americké): 5.56x45 mm
- Cartridge, Caliber 5.56 mm, Tracer, M196 (Spojené státy americké): 5.56x45 mm náboj o hmotnosti 54 grainů se stopovkou.
- Cartridge, Caliber 5.56 mm, Ball, M202 (Spojené státy americké): 5.56x45 mm 58-grainový náboj.
- Cartridge, Caliber 5.56 mm, Ball, XM287 (Spojené státy americké): 5.56x45 mm 68-grainová střela.
- Cartridge, Caliber 5.56 mm, Tracer, XM288 (Spojené státy americké): 5.56x45 mm
- Cartridge, Caliber 5.56 mm, Grenade, M755 (Spojené státy americké): 5.56x45 mm
- Cartridge, Caliber 5.56 mm, Ball, XM777 (Spojené státy americké): 5.56x45 mm
- Cartridge, Caliber 5.56 mm, Tracer, XM778 (Spojené státy americké): 5.56x45 mm
- Cartridge, Caliber 5.56 mm, Ball, M855 (Spojené státy americké): 5.56x45 mm
- Cartridge, Caliber 5.56 mm, Tracer, M856 (Spojené státy americké): 5.56x45 mm
- Cartridge, Caliber 5.56 mm, Armor Piercing, M995 (Spojené státy americké): 5.56x45 mm
- Cartridge, Caliber 5.56 mm, Tracer, XM996 (Spojené státy americké): 5.56x45 mm
- Cartridge, Caliber 5.56 mm, Special Ball, Long Range, Mk 262 Mod 0/1
- Cartridge, 5.64 mm, Ball, MLU-26/P

## Použití
Používá ho mnoho zemí. Jak členové NATO, tak i nečlenové. Například:
- Česká republika - prototypový zbraňový systém CZ 2000, útočná puška CZ 805 BREN, útočná puška CZ BREN2, útočná puška CZ BREN3, kulomet FN Minimi
- Austrálie - útočná puška F88 Austeyr a kulomet F89 Minimi
- Rakousko - útočná puška Steyr AUG
- Belgie - útočné pušky FN CAL, FN FNC, FN SCAR-L a FN F2000, a kulomet FN Minimi
- Velká Británie SA80
- Čína - QBZ-97
- Kanada - Diemaco C7
- Francie - FAMAS
- Německo HK416, G36, HK33, kulomet MG4
- Indie - útočná puška INSAS
- Írán - Khaybar KH2002
- Izrael - útočné pušky Galil, Tavor a ACE, kulomet IMI Negev
- Itálie - Beretta AR 70/90 a ARX 160
- Japonsko - Howa Type 89
- Jižní Afrika - Vektor R4/R5/R6
- Mexiko - útočná puška FX-05 Xiuhcoatl
- Filipíny - odstřelovací puška MSSR
- Polsko - útočné pušky Beryl wz. 96 a Grot
- Rusko - AK-101, AK-102, AK-108 a KBP A-91
- Singapur - útočné pušky SR-88 a SAR-21 a kulomet Ultimax 100
- Srbsko - Zastava M21
- Španělsko - útočná puška CETME L a kulomet Ameli
- Švýcarsko - útočná puška SIG SG 550
- Jižní Korea - útočné pušky K1, K2 a kulomet K3
- USA - řada útočných pušek M16 a karabina M4A1, Magpul PDR, lehký kulomet M249, prototyp XM214 Microgun

Z pušek pro nevojenské použití používají tento náboj například:
- Remington Model 7615 Police Patrol Rifle
- Remington Model 700 opakovací puška
- Winchester Model 70 opakovací puška
- Steyr Scout opakovací puška
- Ruger Mini-14 poloautomatická puška

## Specifikace
- Průměrná hmotnost střely: 3,95–5,18 g
- Průměrná úsťová rychlost: 772-930 m/s
- Průměrná úsťová energie: 1 700–1 830 J
- Průměr střely: 	0.224" (5,69 mm)
- Celková délka náboje: 2.26" (57,4 mm)
- Typ zápalky: Boxer ( středový zápal)